# Åggelby
Åggelby (finska: Oulunkylä) är ett distrikt och en stadsdel, med Åggelby järnvägsstation, i Helsingfors stad. 
Delområden inom stadsdelen: Britas, Månsas, Krämertsskog, Dammen, Grindbacka, Månsasparken och Grinddal.
Delområden inom distriktet: Dammen, Grindbacka och Grinddal.
Åggelby har varit bebott åtminstone sedan 1200-talet och var i tiden en by i Helsinge socken. På 1800-talet byggdes det sommarvillor i området och när järnvägsstationen öppnade år 1881 blev villorna snabbt bebodda året om. År 1921 blev Åggelby en självständig kommun som bestod till största delen av villabebyggelse. Invånarantalet utvecklades från 1 541 invånare år 1924 till 2 556 invånare år 1938. Kommunen inkorporerades med Helsingfors år 1946 och man planlade Åggelby som ett egnahemshusområde och ett glest höghusområde. Under 1980-talet byggdes det aktivt i Åggelby, speciellt på tomma tomter. 
Storkärr (fi. Suursuo) är ett bosättningsområde i Åggelby.
Åggelby hade tidigare ett svenskspråkig läroverk Åggelby svenska samskola (1912-1977). 

## Sport
I Åggelby ligger en konstisbana som är hemmaplan för bandylaget Botnia-69.
Här finns också fotbollslaget IF Gnistan.

## Bildgalleri

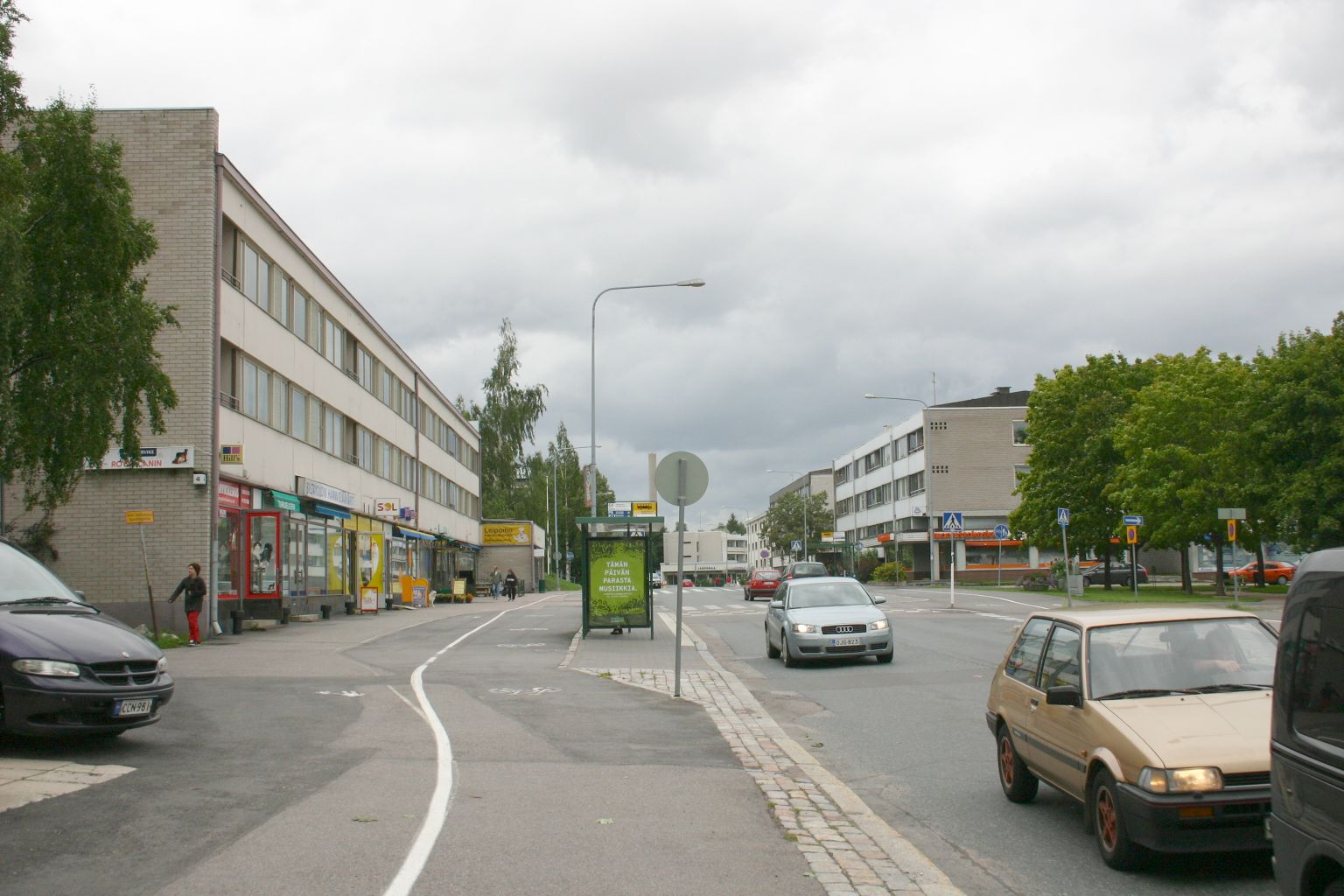
Brofogdevägen (Siltavoudintie) i Åggelby
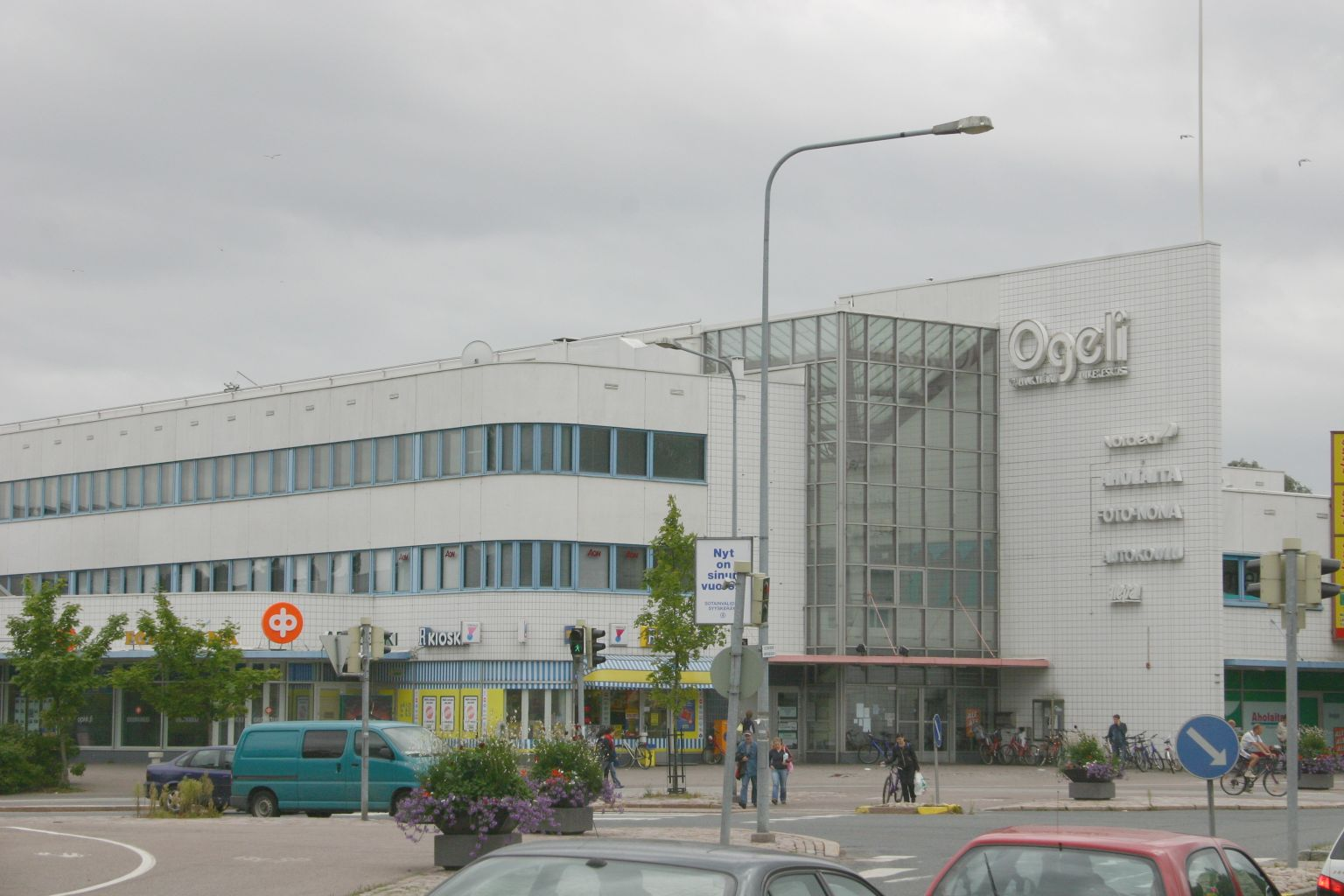
Åggelby köpcentrum Ogeli
Åggelby kommun markerad med rött enligt kommungränser 1921–1945